# Liska Dénes
Liska Dénes (Budapest, 1927. június 26. – Budapest, 2012. július 11.) magyar író, dramaturg, televíziós szerkesztő.

## Életpályája
1946-ban a budapesti Madách Imre Gimnáziumban érettségizett, majd a Pázmány Péter Tudományegyetem bölcsész karán (ma Eötvös Loránd Tudományegyetem)  kezdte meg felsőfokú tanulmányait. Diplomát a Színház- és Filmművészeti Főiskolán szerzett 1953-ban, ahol dramaturgként végzett. Pályáját a Magyar Néphadsereg Színházában kezdte. 1956–1972 között a József Attila Színház vezető dramaturgja volt. 1959-ben útjára indította az első magyar folytatásos rádiós hangjátékot, a Szabó családot. A népszerű családregény-sorozatot szerzőtársaival 40 éven keresztül írta hétről hétre. Ő találta ki a gyerekeknek szóló Telefonmese szolgáltatást, amelyet 55 éven keresztül szerkesztett, rendezett. Ezekből a mesékből válogatás jelent meg CD-n és könyvben Drótmesék címmel. 1972-től a Magyar Televízió gyermekosztályának művészeti rovatvezetője volt. 1978–1988 között a Televízió játék- és összetett műsorok osztályán dolgozott. A Magyar Televízió szórakoztató osztályának vezetőjeként vonult nyugdíjba. A Magyar Rádióban számos hangjátékát mutatták be.

## Rádiós munkáiból
- A Szabó család
- Magyarország romlásáról – avagy mi történt Mohács után? (Nemeskürty Istvánnal)
- Thyl Ulenspiegel
- Hatos számú kórterem (Csehov nyomán)
- Tizenkét szék (Ilf és Petrov nyomán)
- Nagymosoda (Gelléri Andor Endre nyomán)

## Könyvei
- Liska Dénes: Fiúk! Fel a fejjel! (Korona Film Kft., 1996)
- Liska Dénes: Zárt ajtók mögött (A Bajor-rejtély) (Kaloprint Kft-VAGY Kiadó, 2001)
- Liska Dénes: Deák Ferenc az anekdoták tükrében (Panoráma, 2003)
- Liska Dénes: A Papa, a Mama, meg a többiek (Garbo Kiadó, 2005)

## Filmes munkáiból
- Sellő a pecsétgyűrűn (1967)
- Horváthné meghal (1977)
- A nagy képmás (1977)
- Amerikai komédia (1979)
- Tizenhat város tizenhat leánya (1979)
- Csak egy csap (1979)
- Nők apróban (1980)
- Istenek és szerelmesek (1981)
- A persely, avagy egy görbe nap Budapesten (1982)
- Waterlooi csata (1982)
- Irány Caracas (1982)
- Dániel (televíziós sorozat, 1982)
- Búcsú a fegyverektől, azaz... (1985)
- Hímestojások (1991)

## Díjai, elismerései
- SZOT-díj (1985)
- Magyar Köztársasági Arany Érdemkereszt (1997)